# 锡尼河镇
锡尼河镇，是中国内蒙古自治区呼伦贝尔市鄂温克族自治旗下辖的一个乡镇级行政单位。

## 行政区划
锡尼河镇共辖以下地区：
特莫胡珠嘎查村、好力保嘎查村、巴彦胡硕嘎查村、西博嘎查村、布尔都嘎查村、哈日嘎那嘎查村、韩勿拉嘎查村、哈日陶海嘎查村、孟根楚鲁嘎查村、孟根托娅嘎查村、萨如拉托娅嘎查村、维特根嘎查村。